# Treinta y Tres flagga
Treinta y Tres flagga är en av Uruguays tre officiella flaggor, tillsammans med Uruguays flagga och Artigas flagga. 
Flaggan brukades under den militära expeditionen av Treinta y Tres Orientales, en revolutionär grupp ledd av Juan Antonio Lavalleja och Manuel Oribe. Gruppen stred mot Kejsardömet Brasilien under dess ockupation av Provincia Oriental. Striderna uppgick till Cisplatinska kriget, som ledde till Uruguays självständighet.
Flaggan har ett fält i proportionen 2:3 med tre horisontella ränder, alternerande i blått, vitt och rött, med Uruguays nationalmotto LIBERTAD O MUERTE (översatt: frihet eller döden) skrivet i versaler över det vita fältet.